# 景颇语支
景颇语支是藏缅语族一个假设性的分支。历史上，在马蒂索夫的分类中，把景颇语、侬语支和卢伊语支分成一类。中国语言学家发展了这一学说，把更多使用人数较少的语言分到这一类别。但是这一分类方法没有得到国际上多数学者的认同，主流观点认为景颇语、侬语支和后来分入的其他语言支系之间都是独立的关系，而景颇语和卢伊语可能同属萨尔语群。景颇语支在中国境内包括下列语言（括号内是主流观点的分类）：
- 景颇语（萨尔语群）
- 独龙语、阿侬语（侬语支）
- 崩尼-博嘎尔语（塔尼语支）
- 义都语、达让语（义都-达让语支）
- 格曼语（格曼语支）
- 崩如语（鲁索语支）
- 苏龙语（舍朱奔语支）